# Аксаріно (Канаський район)
Акса́ріно (рос. Аксарино, чув. Çăлпуç) — присілок у складі Канаського району Чувашії, Росія. Входить до складу Караклинського сільського поселення.
Населення — 443 особи (2010; 432 у 2002).
Національний склад:
- чуваші — 96 %